# Hennens
Hennens (toponimo francese) è una frazione del comune svizzero di Billens-Hennens, nel Canton Friburgo (distretto della Glâne).

## Storia

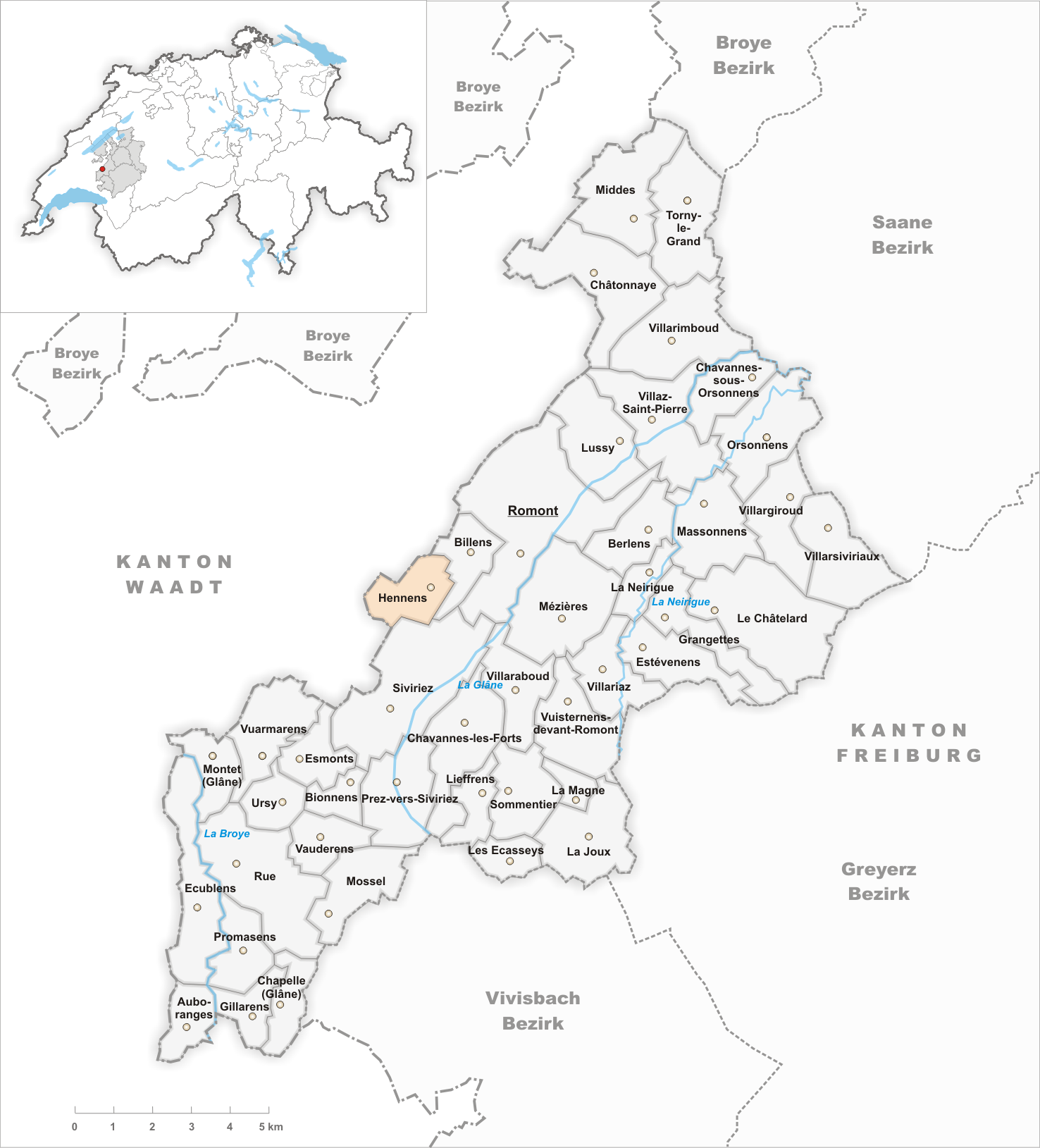
Il territorio del comune di Hennens prima degli accorpamenti comunali del 1998

Già comune autonomo, nel 1998 è stato accorpato all'altro comune soppresso di Billens per formare il nuovo comune di Billens-Hennens.

## Monumenti e luoghi d'interesse
- Cappella cattolica di San Bernardo, eretta nel 1653[1].

## Società

### Evoluzione demografica
L'evoluzione demografica è riportata nella seguente tabella:
Abitanti censiti

## Amministrazione
Ogni famiglia originaria del luogo fa parte del comune patriziale che ha la responsabilità della manutenzione di ogni bene comune.